# Asahi (thiết giáp hạm Nhật)
Asahi (tiếng Nhật: 朝日) là một thiết giáp hạm thế hệ tiền-dreadnought của Hải quân Đế quốc Nhật Bản. Được chế tạo cùng lúc với lớp thiết giáp hạm Shikishima vào đầu thế kỷ 20, và với nhiều đặc tính hầu như tương tự, nhiều tác giả đã xem nó như là chiếc thứ hai trong lớp. Tuy nhiên, những chiếc trong lớp Shikishima có ba ống khói trong khi Asahi chỉ có hai, nên tạo cho nó một kiểu dáng khác biệt gần giống với lớp thiết giáp hạm Formidable của Hải quân Hoàng gia Anh Quốc. Tên Asahi của nó có ý nghĩa "mặt trời mọc", một ẩn dụ được mở rộng để chỉ Nhật Bản.

## Thiết kế và chế tạo
Asahi được đặt lườn tại Glasgow, Scotland bởi hãng Clydebank Engineering & Shipbuilding Company, và được hoàn tất bởi hãng John Brown & Company. Vào lúc hạ thủy, nó là chiếc thiết giáp hạm lớn nhất từng được chế tạo tại River Clyde. Công việc bàn giao nó vào năm 1900 bị trì hoãn khi con tàu bị mắc cạn trong lúc khởi hành đi Nhật Bản. Đạn dược và hàng dự trữ được xuống khỏi tàu, và nó được kéo thoát, rồi sau khi được khảo sát trong ụ nổi, nó lên đường đi Nhật Bản, đến Yokosuka vào ngày 23 tháng 10 năm 1900.

## Lịch sử hoạt động

### Chiến tranh Nga-Nhật

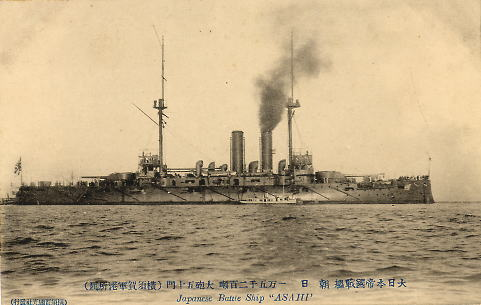
Thiết giáp hạm Asahi trong một bưu ảnh vào năm 1905.

Asahi đã hoạt động tích cực trong cuộc chiến tranh Nga-Nhật năm 1904-1905, bắt đầu với trận cảng Lữ Thuận và cuộc phong tỏa cảng này sau đó. Asahi cũng tham gia trận Hoàng hải, nơi nó bị bắn trúng một phát; và sau đó nó va phải một quả ngư lôi vào ngày 26 tháng 10 năm 1904. Tuy nhiên, công việc sửa chữa đã hoàn tất kíp lúc để nó tham gia trận Tsushima, nơi nó bị bắn trúng chín phát, làm thiệt mạng tám người và khiến 23 người khác bị thương. Trong trận Tsushima, Đại tá Hải quân Hoàng gia Anh W. C. Pakenham, tùy viên quân sự của Liên minh Anh-Nhật, đã quan sát và ghi chép tiến trình của trận đánh từ sàn sau trống trải của Asahi. Những báo cáo của ông đã xác nhận ưu thế về huấn luyện và chiến thuật của Hải quân Nhật, và đã công bố chiến thắng lịch sử này trong các tạp chí hải quân phương Tây.

### Chiến tranh Thế giới thứ nhất
Asahi đã nằm trong thành phần hạm đội Nhật Bản hộ tống cho Hạm đội Great White Hải quân Hoa Kỳ vào năm 1908, khi họ ghé qua vùng biển Nhật Bản trong hành trình vòng quanh thế giới. Đến năm 1914, nó trở thành một tàu huấn luyện tác xạ; và đến năm 1917 nó được tái trang bị, thay thế các khẩu pháo của Anh bằng những chiếc do chính Nhật Bản chế tạo.

### Những năm giữa hai cuộc thế chiến
Cho dù được xem là lạc hậu do sự phát triển của thế hệ thiết giáp hạm Dreadnought, Asahi vẫn được sử dụng như tàu hỗ trợ để bảo vệ cho cuộc đổ bộ lực lượng Nhật Bản lên nước Nga trong vụ Nhật Bản can thiệp Siberi.
Được tái xếp lớp như một tàu phòng duyên hạng nhất vào năm 1921, nó tiếp tục phục vụ như là một tàu chiến cho đến năm 1923, lúc mà theo những điều khoản của Hiệp ước Hải quân Washington, Asahi được giải giáp và cải biến thành một tàu hhuấn luyện. Trọng lượng choán nước của nó giảm xuống còn 11.441 tấn khi tháo dỡ toàn bộ pháo và vỏ giáp, và tốc độ được giới hạn còn 12 hải lý trên giờ (22 km/h). Vào tháng 5 năm 1925, Asahi bị mắc cạn ngoài khơi Toba, và sau khi nổi trở lại, nó được đưa về Yokosuka để cải biến rộng rãi.
Từ năm 1926 đến tháng 10 năm 1927 25 nồi hơi Belleville của Asahi được thay thế bằng bốn nồi hơi Kanpon; một trong hai ống khói của nó cũng được tháo dỡ, và nó được trang bị một cần cẩu. Asahi được cải biến thành một tàu trục vớt tàu ngầm, và đã tiến hành các thử nghiệm như là tàu cứu hộ tàu ngầm đầu tiên của Nhật Bản sử dụng chiếc tàu ngầm cũ 0-1 (nguyên là chiếc U-125) của Hải quân Đế quốc Đức.
Vào tháng 5 năm 1928, trong vai trò một tàu thử nghiệm, Asahi được trang bị một máy phóng máy bay Kiểu số 1 vận hành bằng khí nén dài 19 mét, và đã phóng thành công một thủy phi cơ E2N1 Kiểu 15. Sau khi nhiều tai nạn xảy ra lặp đi lặp lại, kiểu máy phóng bằng khí nén được thay thế bằng kiểu vận hành bằng thuốc súng. Sau khi hoàn tất việc thử nghiệm, Asahi được đưa về lực lượng dự bị.
Tuy nhiên, vào tháng 11 năm 1937, sau sự kiện Lư Câu Kiều khai mào cuộc chiến tranh Trung-Nhật, Asahi được đưa ra khỏi lực lượng dự bị, và được sử dụng như là tàu vận tải để đổ bộ binh lính trong một chiến dịch đổ bộ lên vịnh Hàng Châu.

### Chiến tranh Thế giới thứ hai
Asahi tiếp tục phục vụ như là tàu tiếp liệu tàu ngầm từ năm 1937, cung cấp dịch vụ sửa chữa và tiếp tế cũng như phục vụ như một trại lính nổi cho đến năm 1938, khi chiếc tàu chiến cũ được cải biến một lần nữa. Các khu nâng hạng nặng được bố trí hai bên mạn ở giữa tàu, cũng như các xưởng cơ khí và tiện nghi sửa chữa. Nó lại phục vụ như một tàu sửa chữa bắt đầu từ ngày 18 tháng 12 năm 1938. Asahi cũng được trang bị những tháp pháo giả bằng gỗ phía trước và phía sau tàu trông giống như một thiết giáp hạm cũ, và được phân công "tuần tra" ngoài khơi Thượng Hài từ ngày 29 tháng 5 đến ngày 7 tháng 11 năm 1940.
Từ ngày 15 tháng 11 năm 1940, Asahi được bố trí về Hạm đội Liên hợp và được sử dụng như tàu vận chuyển, đi lại giữa vịnh Cam Ranh thuộc Đông Dương và Kure.
Từ tháng 4 năm 1942, Asahi đặt căn cứ tại Singapore, và đã tiến hành sửa chữa tàu tuần dương hạng nhẹ Naka vốn đã bị trúng ngư lôi từ tàu ngầm Mỹ USS Seawolf ngoài khơi đảo Christmas. Khởi hành từ Singapore đi Kure vào ngày 22 tháng 5, Asahi bị tàu ngầm Mỹ USS Salmon phát hiện vào ngày 25 tháng 5 năm 1942, khi ở cách 100 dặm (160 km) về phía Tây Nam mũi Paderas. Asahi chịu đựng cuộc tấn công vào ban đêm, bị đánh trúng vào phòng nồi hơi trung tâm bên mạn trái hai trong số bốn quả ngư lôi được phóng ra. Đến 01 giờ 03 phút, phút chốc sau khi bị đánh trúng, Asahi lật úp ở tọa độ 10°00′B 110°00′Đ / 10°B 110°Đ. Mười sáu thành viên thủy thủ đoàn đã thiệt mạng, nhưng thuyền trưởng, Đại tá Hải quân Tamura và 582 người khác sống sót.

## Danh sách thuyền trưởng
- Đại tá Hikonojo Kamimura (sĩ quan trang bị trưởng): 13 tháng 3 năm 1899 - 29 tháng 9 năm 1899
- Đại tá Sotaru Misu (sĩ quan trang bị trưởng): 29 tháng 9 năm 1899 - 31 tháng 7 năm 1900
- Đại tá Sotaru Misu: 31 tháng 7 năm 1900 - 3 tháng 7 năm 1901
- Đại tá Masaaki Hashimoto: 3 tháng 7 năm 1901 - 24 tháng 5 năm 1902
- Đại tá Byoichiro Ogura: 24 tháng 5 năm 1902 - 21 tháng 11 năm 1903
- Đại tá Hikohachi Yamada: 21 tháng 11 năm 1903 - 6 tháng 6 năm 1904 - thăng Chuẩn Đô đốc
- Đại tá Tsunaakira Nomoto: 6 tháng 6 năm 1904 - 12 tháng 12 năm 1905
- Đại tá Heitaro Takeuchi: 12 tháng 12 năm 1905 - 10 tháng 5 năm 1906
- Đại tá Tomokazu Takigawa: 10 tháng 5 năm 1906 - 22 tháng 11 năm 1906 - thăng Chuẩn Đô đốc
- Đại tá Tamotsu Tsuchiya: 22 tháng 11 năm 1906 - 28 tháng 9 năm 1907
- Đại tá Sadatoki Miyaji: 28 tháng 9 năm 1907 - 7 tháng 4 năm 1908
- Đại tá Yoshitaro Mori: 7 tháng 4 năm 1908 - 15 tháng 9 năm 1908
- Đại tá Ichiro Ishida: 15 tháng 9 năm 1908 - 20 tháng 11 năm 1908
- Đại tá Juzaburo Ushida: 20 tháng 11 năm 1908 - 1 tháng 12 năm 1910
- Đại tá Hoàng tử Hiroyasu Fushimi: 1 tháng 12 năm 1910 - 1 tháng 12 năm 1912
- Đại tá Komajiro Machida: 1 tháng 12 năm 1912 - 1 tháng 12 năm 1913
- Đại tá Masayasu Asano: 1 tháng 12 năm 1913 - 1 tháng 12 năm 1914
- Đại tá Chugo Arakawa: 1 tháng 12 năm 1914 - 1 tháng 12 năm 1916 - thăng Chuẩn Đô đốc
- Đại tá Takayori Masuda: 1 tháng 12 năm 1916 - 1 tháng 12 năm 1917
- Đại tá Mineo Osumi: 1 tháng 12 năm 1917 - 4 tháng 12 năm 1918
- Đại tá Kanta Shimanouchi: 4 tháng 12 năm 1918 - 27 tháng 3 năm 1919
- Đại tá Hiroshi Furukawa: 27 tháng 3 năm 1919 - 10 tháng 6 năm 1919
- Đại tá Takeshi Koyama: 10 tháng 6 năm 1919 - 1 tháng 12 năm 1919
- Đại tá Kazu Takemitsu: 1 tháng 12 năm 1919 - 20 tháng 11 năm 1920
- Đại tá Kichiji Ueda: 20 tháng 11 năm 1920 - 20 tháng 11 năm 1921
- Không rõ: 20 tháng 11 năm 1921 - 10 tháng 11 năm 1922
- Đại tá Hatsuji Mori: 10 tháng 11 năm 1922 - 16 tháng 6 năm 1924
- Đại tá Inosuke Tokuda: 16 tháng 6 năm 1924 - 20 tháng 10 năm 1924
- Đại tá Shichihei Ota: 20 tháng 10 năm 1924 - 15 tháng 7 năm 1925
- Đại tá Masao Sugiura: 15 tháng 7 năm 1925 - 1 tháng 11 năm 1926
- Không rõ: 1 tháng 11 năm 1926 - 1 tháng 12 năm 1931
- Đại tá Seiichiro Fujimori: 1 tháng 12 năm 1931 - 10 tháng 5 năm 1932
- Đại tá Takeo Sakura: 10 tháng 5 năm 1932 - 20 tháng 5 năm 1932
- Không rõ: 20 tháng 5 năm 1932 - 22 tháng 10 năm 1934
- Trung tá Masao Okamura: 22 tháng 10 năm 1934 - 15 tháng 11 năm 1935 - thăng Đại tá 15 tháng 11 năm 1934
- Trung tá Senzaburo Tonomura: 15 tháng 11 năm 1935 - 16 tháng 8 năm 1937
- Đại tá Nitaro Kato: 16 tháng 8 năm 1937 - 8 tháng 1 năm 1938
- Đại tá Kumeichi Hiraoka: 8 tháng 1 năm 1938 - 5 tháng 12 năm 1938
- Đại tá Koichiro Hatakeyama: 5 tháng 12 năm 1938 - 15 tháng 11 năm 1939
- Đại tá Mitsuharu Matsuyama: 15 tháng 11 năm 1939 - 15 tháng 11 năm 1940
- Đại tá Sorokuro Morino: 15 tháng 11 năm 1940 - 13 tháng 9 năm 1941
- Đại tá Ryukichi Tamura: 13 tháng 9 năm 1941 - 26 tháng 5 năm 1942